# Chrystus po ubiczowaniu (obraz Bartolomé Estebana Murilla w Krannert Art Museum)
Chrystus po ubiczowaniu (hiszp. Cristo después de la Flagelación) – powstały w XVII w. obraz autorstwa hiszpańskiego malarza barokowego Bartolomé Estebana Murilla.
Dzieło znajduje się w Krannert Art Museum w Champaign w amerykańskim stanie Illinois.

## Historia
Powstały w Hiszpanii w XVII w. obraz w XIX w. należał do kolekcji Ludwika Filipa I i wisiał w Luwrze. To nie jedyny obraz Murilla przedstawiający scenę z tradycyjnych hiszpańskich procesji wielkopostnych (Chrystus po ubiczowaniu, w zbiorach Muzeum Sztuk Pięknych w Bostonie).
Scenę po ubiczowaniu Chrystusa przedstawili na swoich obrazach także dwaj inni malarze hiszpańskiego baroku: Jerónimo Jacinto Espinosa oraz Francisco de Zurbarán.

## Opis
Murillo znany ze swego zamiłowania do przedstawiania scen łączących pietyzm z naturalizmem namalował scenę, którą można by nazwać „apokryficzną”. Brak bowiem w pismach Nowego Testamentu opisu zachowania Chrystusa po ubiczowaniu. Sama kara biczowania poświadczona jest przez prawie wszystkich ewangelistów. Ubiczowany stara się przyciągnąć do siebie swoją wierzchnią szatę, którą oprawcy rzucili na ziemię przed zadaniem razów. Postać Zbawiciela wyłania się z mroku.